# 北志賀温泉
北志賀温泉（きたしがおんせん）は、長野県下高井郡山ノ内町大字夜間瀬にある温泉。

## 泉質
- ナトリウム・カルシウム・塩化物泉
  - 源泉温度46.7℃

## 温泉街
温泉街は無い。ゆうリゾートホテル（元 アムス・リゾートホテル）敷地内の天然かけ流し温泉で、湯量は豊富である。北信濃を代表する高社山（高井富士）の東側山腹の高井富士スキー場の正面にある。
高社の湯という露天風呂（冬季閉鎖）と内湯が上記ホテル内にある（外来入浴可）。弱アルカリ性で美肌の湯である。

## 歴史
1991年に開業。

## 交通アクセス
- 鉄道：JR東日本長野駅より長電バス（急行 北志賀高原線）で約1時間35分、高井富士スキー場下車。
- 鉄道：JR東日本飯山駅より長電バス（急行 飯山北志賀高原線）で約45分、高井富士スキー場下車。
- 鉄道：長野電鉄湯田中駅よりタクシーで約20分。
- 鉄道：長野電鉄信州中野駅より長電バス（須賀川線 北志賀落合行）で約20分、下須賀川・高井富士スキー場下車、徒歩15分。
- 道路：上信越自動車道:信州中野IC、国道292号、国道403号を経由、高井富士スキー場へ